# 메질라보르체구

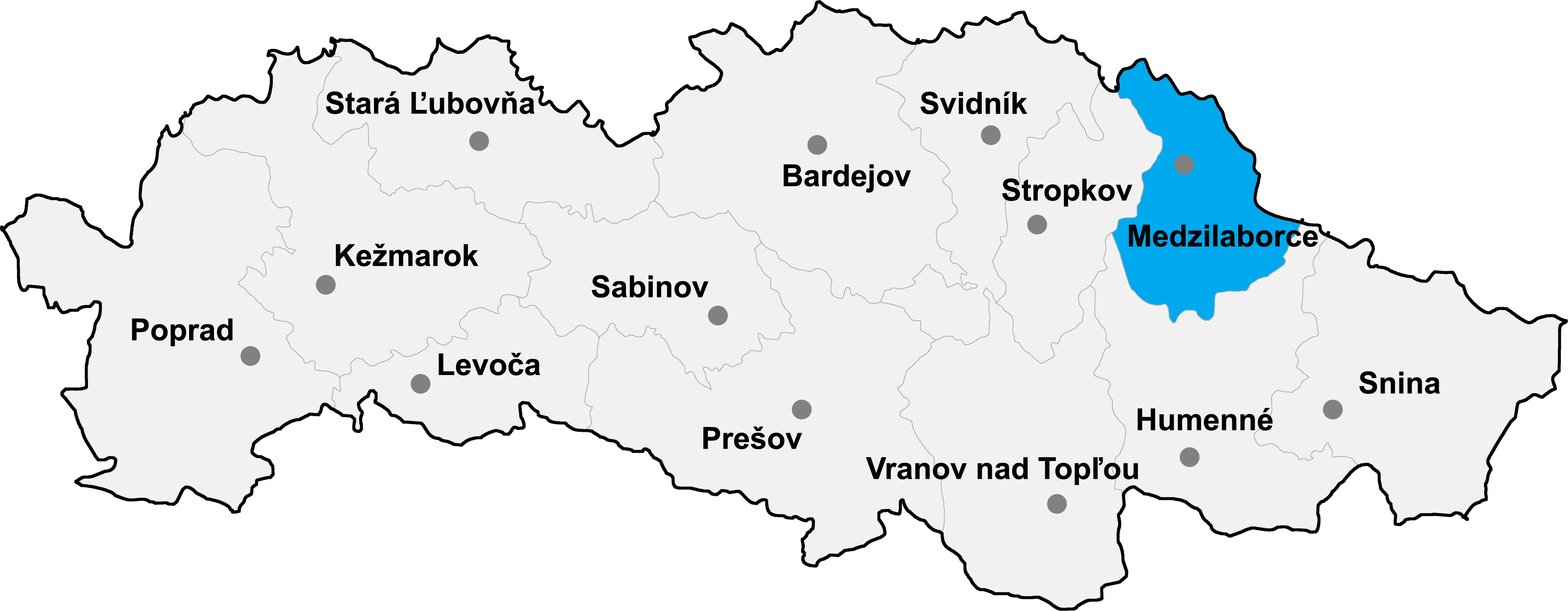
메질라보르체구의 위치

메질라보르체구(슬로바키아어: Okres Medzilaborce)는 슬로바키아 프레쇼우주를 구성하는 13개 구 가운데 하나로 행정 중심지는 메질라보르체이며 면적은 427.25km2, 인구는 12,252명(2014년 기준), 인구 밀도는 28.68명/km2이다.
프레쇼우주 북동부에 위치하며 23개 지방 자치체(1개 시, 22개 마을)를 관할한다. 북쪽으로는 폴란드와 국경을 접하며 서쪽으로는 스트롭코우구, 남쪽으로는 후멘네구와 접한다.